# Historia współczesna
Historia współczesna – polski czarno-biały film obyczajowy z 1960 roku, w reżyserii Wandy Jakubowskiej.
Film powstał w oparciu o autentyczne wydarzenia. Zdjęcia plenerowe zrealizowano w Tychach, Czechowicach-Dziedzicach oraz nad Jeziorem Żywieckim.

## Opis fabuły
Mechanik Jerzy Biesiada za pożyczone pieniądze kupił motocykl, jednak nie ma pieniędzy na benzynę do niego. Bez skutku próbuje dalej pożyczać. W końcu kradnie spirytus metylowy z zakładu przemysłowego, w którym jest zatrudniony. Wkrótce część alkoholu przypadkowo trafia do Bielasa i Wiśniewskiego, kolegów Jerzego z pracy. Alkohol, pozostawiony bez opieki, szybko zaczyna krążyć wśród ludzi - piją go ludzie z wesela, goście na przyjęciu, itd. Wkrótce umiera kilka osób, a znacznie więcej ma objawy silnego zatrucia. Bielas, przerażony tym, co zrobił, odbiera sobie życie.

## Obsada aktorska[1]
- Adam Pawlikowski − mechanik Jerzy Biesiada
- Tadeusz Bartosik − Dembiński, porucznik MO
- Kazimierz Fabisiak − dyspozytor Jagoda
- Aleksander Fogiel − Antoni Wesołek
- Jan Koecher − Kostarski
- Mieczysław Stoor − Wiśniewski
- Krystyna Kołodziejczyk − Basia, narzeczona Wiśniewskiego
- Anna Lutosławska − Józia Zabielska
- Stanisław Gronkowski − Jarosz, mężczyzna pomagający Zabielskiemu w przeprowadzce
- Emil Karewicz − Kazimierz Bielas
- Stanisław Mikulski − lotnik Henryk Rak
- Jan Machulski − Wacław Jasiński
- Józef Maliszewski − ojciec Henryka
- Aleksandra Śląska − Jadwiga
- Stanisław Niwiński − robotnik
- Ryszard Pietruski − Władysław Zabielski
- Barbara Rachwalska − Albinowska, matka Basi